# Phrynus whitei
Phrynus whitei är en spindeldjursart som beskrevs av Jean-Baptiste Lamarck 1801. Phrynus whitei ingår i släktet Phrynus och familjen Phrynidae. Inga underarter finns listade i Catalogue of Life.